# NGC 3963
NGC 3963 (другие обозначения — UGC 6884, MCG 10-17-100, ZWG 292.44, IRAS11523+5846, PGC 37386) — двойная спиральная галактика в созвездии Большая Медведица.
Этот объект входит в число перечисленных в оригинальной редакции «Нового общего каталога».
В галактике вспыхнула сверхновая SN 1997ei типа Ic, её пиковая видимая звездная величина составила 16,5.
Галактика NGC 3963 входит в состав группы галактик NGC 3963. Помимо NGC 3963 в группу также входят NGC 3770, NGC 3809, NGC 3894, NGC 3895, NGC 3958, UGC 6732 и NGC 3835A.